# Erwin Busta
Erwin Busta (12. dubna 1905 Leoben – 27. prosince 1982 Mnichov) byl rakouský příslušník SS a funkcionář koncentračního tábora v hodnosti SS-Hauptscharführer. Během druhé světové války byl úzce spojen s německým programem na vývoj zbraní odplaty. Sloužil ve vojenském výzkumném středisku v Peenemünde a v raketové továrně Mittelwerk, která vyráběla rakety V-2. V roce 1970 byl soudem usvědčen z válečných zločinů.

## Biografie
Narodil se ve městě Leoben v Rakousku (tehdy součástí Rakousko-Uherské říše) 12. dubna 1905 a pracoval jako zedník a tesař. V roce 1928 vstoupil do rakouské nacistické strany a do organizace Sturmabteilung a v roce 1930 se stal členem SS. V červenci 1933 byla nacistická strana v Rakousku oficiálně zakázána vládou Engelberta Dollfussa. Krátce nato se přestěhoval do německého Augsburgu, kde se stal členem rakouské legie, paramilitární jednotky složené z nacistických rakouských krajanů. Absolvoval vojenský a policejní výcvik a v roce 1934 byl přijat do nově založených jednotek SS-Totenkopfverbände. Zpočátku sloužil jako stráž v koncentračním táboře Esterwegen a později v Dachau a Sachsenhausenu.
V létě 1943 byl převelen do hlavního výzkumného a testovacího střediska v Peenemünde. Nacházel se zde také malý koncentrační tábor, jehož vězni (většinou sovětští a polští váleční zajatci) byli využíváni pro nucené práce. Během svého působení v Peenemünde pracoval jako velitel tábora (Lagerführer) a dohlížel na vězně, kteří vykonávali různé úkoly od stavebních prací po vlastní výrobu balistických raket V-2.

## Mittelbau-Dora
Po bombardování Peenemünde v srpnu 1943 přemístila německá vláda celý raketový program do oblasti Nordhausen ve středním Německu. Většina zaměstnanců z Peenemünde včetně Busty byla přemístěna také. Výroba raket V-2 byla obnovena v podzemní továrně Mittelwerk, umístěné v propracovaném systému tunelů pod povrchem kopce Kohnstein. I zde byla k sestavení raket využita práce vězňů. Tunely Mittelwerku byly obsazeny tisíci vězeňských dělníků, kteří byli odebráni z nedalekého koncentračního tábora Mittelbau-Dora. Na jejich práci dohlíželi jak němečtí civilní dodavatelé, tak SS.
Počátkem podzimu 1943 byl Busta zaměstnán v obou oblastech tábora. Pracoval jako Blockführer (vedoucí bloku) v Doře a zároveň sloužil jako hlavní strážce SS v Mittelwerku. Díky svému tvrdému a brutálnímu chování byl mezi vězni v tunelech velmi obávanou postavou. V březnu 1945 dohlížel na hromadné oběšení několika desítek ruských vězňů, kteří se pokusili o útěk. Když byla v dubnu 1945 evakuována Dora a Mittelwerk, Busta nařídil transport stovek vězňů do koncentračního tábora Ebensee v Rakousku.

## Poválečné období
Po konci druhé světové války v květnu 1945 žil Busta pod falešným jménem a pravidelně se pohyboval mezi Německem a Rakouskem. Vyhnul se tak tomu, aby byl obžalovaný z válečných zločinů v procesu Dora v roce 1947. V roce 1952 se trvale usadil v západním Německu a obnovil své skutečné jméno. V listopadu 1967 byl jedním ze tří bývalých zaměstnanců SS v Mittelbau-Dora obžalovaných za válečné zločiny okresním soudem v Essenu. Dne 8. května 1970 byl shledán vinným a odsouzen k 8 a půl letům vězení. Jeho trest však nikdy nebyl vykonán z důvodu špatného zdraví. Busta zemřel v západním Německu v roce 1982.